# Aechmea reclinata
Aechmea reclinata là một loài thực vật có hoa trong họ Bromeliaceae. Loài này được Sastre & Brithmer mô tả khoa học đầu tiên năm 1999.